# Шестичасовой рабочий день
Шестичасовой рабочий день предполагает рабочие часы без учёта перерывов максимум шесть часов в день. Шестичасовой рабочий день был нормой рабочего дня, введение которой являлось одной из программных целей в СССР.

## История

### В СССР
Идею о необходимости перехода к шестичасовому рабочему дню впервые выразил Владимир Ленин в 1919 году, на VIII съезде РКП(б):
...РКП должна поставить себе задачей установить в дальнейшем при общем увеличении производительности труда максимальный шестичасовой рабочий день без уменьшения вознаграждения за труд...
Владимир Ленин, Программа VIII съезда РКП(б), 1919 год
В 1930-х годах шестичасовой рабочий день был введён частично. Шестичасовая норма рабочего дня распространялась на несовершеннолетних лиц, работников на вредном производстве, ряда иных производственных рабочих и ряда категорий служащих.
В 1940 году ввиду подготовки к обороне СССР от империалистической агрессии внешнего капиталистического мира дальнейшее внедрение 6-часового рабочего дня было приостановлено, была введена семидневная (фактически шестидневная, так как воскресенье был выходным днём) неделя и восьмичасовой рабочий день, за прогул — 6 месяцев с удержанием 25 % зарплаты, уголовная  ответственность за уход с предприятия раньше окончания работы от 2 до 4 месяцев тюремного заключения, уголовная ответственность была отменена только в 1956 году, за это время было осуждено по этой статье около 18 млн человек..
После ВОВ Иосиф Сталин вновь поднимает вопрос об острой необходимости широкого внедрения 6-часовой нормы рабочего дня:
…было бы неправильно думать, что можно добиться такого серьезного культурного роста членов общества без серьезных изменений в нынешнем положении труда. Для этого нужно прежде всего сократить рабочий день по крайней мере до 6, а потом и до 5 часов. Это необходимо для того, чтобы члены общества получили достаточно свободного времени, необходимого для получения всестороннего образования. Для этого нужно, далее, ввести общеобязательное политехническое обучение, необходимое для того, чтобы члены общества имели возможность свободно выбирать профессию и не быть прикованными на всю жизнь к одной какой-либо профессии…
Иосиф Сталин, "Экономические проблемы социализма в СССР", 28 сентября 1952 год
После смерти Сталина руководство СССР сняло с повестки необходимость перехода к шестичасовому дню для широких масс.
Решениями XXI съезда КПСС намечено завершить в 1960 году перевод рабочих и служащих на семичасовой рабочий день, а рабочих ведущих профессий, занятых на подземных работах, — на шестичасовой рабочий день, полностью осуществить в 1962 году перевод рабочих и служащих на 40-часовую рабочую неделю и с 1964 года приступить к постепенному переводу их на 30 — 35-часовую рабочую неделю. В результате этого в СССР будет самый короткий в мире рабочий день и самая короткая рабочая неделя, что является величайшим завоеванием советского народа, отражающим коренные преимущества социалистического общества.Закон СССР от 07.05.1960 О завершении перевода в 1960 году всех рабочих и служащих на семи- и шестичасовой рабочий день (КПСС)
В 1960-х по этому вопросу СССР откатился к позиции 1930-х годов — шестичасовой рабочий день закрепился главным образом за рабочими, занятых на подземных работах, также для несовершеннолетних рабочих..
За счёт увеличения продолжительности рабочего дня, 7 марта 1967 года постановлением ЦК КПСС, Совета министров СССР и ВЦСПС введена пятидневная рабочая неделя с двумя выходными днями.
В учебных заведениях сохранялась шестидневная рабочая неделя с семичасовым рабочим днём, до 1967 года семичасовой рабочий день был и на производстве с одним выходным в воскресенье.

## Современное состояние
В современной России к общественной борьбе за 6-часовой рабочий день неоднократно призывал профессор Михаил Васильевич Попов[значимость факта?].
В конце 2010-х годов многие оппозиционные левые организации, такие как ФРА и Рабочая партия России, неоднократно проводили митинги и акции «За 6-часовой рабочий день».
В Европейских странах некоторые компании переходят на шестичасовой рабочий день в качестве эксперимента. В одной компании в Германии ввели систему, которая засекает время, когда человек пришёл на работу, а ровно через 6 часов всё останавливается, компьютер блокируется до следующего дня. Такой подход направлен на то, чтобы работники меньше «зависали» на рабочем месте.
В Великобритании лидер Лейбористской партии Джереми Корбин заявил, что в программе партии «Рабочее место-2020» будет выступать за сокращение рабочего дня до шести часов.
Эксперимент, проведенный в шведской больнице с шестичасовым рабочим днём, показал впечатляющие результаты среди медработников: «На 50 процентов реже сотрудники стали пропускать работу по болезни, на 280 процентов снизилось число отгулов. А удовлетворённость работой выросла на 20 процентов», «медсёстры с шестичасовым рабочим днём успели сделать своим пожилым пациентам на 64 % больше процедур, чем их коллеги в контрольной группе, а отпуск более двух недель они брали в 2,8 раза реже». Однако, власти признали эксперимент дорогостоящим, поскольку для компенсации пришлось нанимать дополнительных сотрудников.
«Сокращение рабочего дня часто происходит вынуждено и обусловлено экономическим причинами. И дальнейшее развитие форм организации труда будет меняться в зависимости от характера работы и социально-экономических факторов».